# Penares incrustans
Penares incrustans är en svampdjursart som beskrevs av Tanita 1963. Penares incrustans ingår i släktet Penares och familjen Ancorinidae.
Artens utbredningsområde är havet kring Japan. Inga underarter finns listade i Catalogue of Life.